# 努鲁依莎
努鲁依莎·安华（1980年11月19日—），馬來西亞政治人物，2023年2月起担任财政部长安华特别顾问团秘书处共同主席，2023年1月至2月短暂担任首相安华经济及金融高级顾问，也是前槟城峇东埔国会议员、人民公正党全国副主席，曾任吉隆坡班底谷国会议员。她是首相兼希望联盟主席安华·依布拉欣與敦拉萨镇国会议员旺阿兹莎的女儿。

## 个人背景

### 学历
- 2004年，国能大学电机工程学学士
- 2007年，美国约翰·霍普金斯大学国际关系学硕士

## 政治生涯
2008年3月8日，马来西亚举行第12届全国大选，努鲁依莎在吉隆坡班底谷国会选区初次上阵，在初次上阵就面对了另外两位候选人的夹攻。其中代表执政党国民阵线上阵的更是时任巫统妇女组主席莎丽扎加里尔。在2004年大选，莎丽扎以15,288多数票拿下班底谷国会选区。2008年3月8日，投票结果公布后，努鲁依莎以21,728票击败巫统妇女组主席莎丽扎的18,833票以及以独立人士身份上阵的彼利亚三美（489票），以2,895张多数票当选为班底谷国会选区代表。2010年11月，努鲁依莎被选为人民公正党全国副主席。
2013年5月5日，马来西亚第十三届全国大选，在班底谷原区上阵的努鲁依莎面对国民阵線派出的联邦直辖区和城市和谐部部长拉惹龙吉以及独立人士罗斯里。在同样面对三角战的情况下，最终努鲁依莎仍以31,008张票拿下拉惹龙吉的29,161票以及罗斯里的167张票，以1,847张多数票蝉联班底谷国会选区。之後，在2018年5月9日舉行的马来西亚第十四届全国大选中，她以超過15,000的多數票守住安华的堡垒和家乡所在选区峇东埔。同年11月18日，被誉为创党以来最激烈的公正党党选（2018年至2021年）中，安华·依布拉欣在没有对手的情况下不战而胜，成为党主席；而寻求蝉联的努鲁依莎也在副主席之战与8人竞争，最终成功连任副主席。

### 中央政府职务

#### 首相经济和金融高级顾问（40天）
2023年1月3日，努鲁依莎受委为首相经济和金融高级顾问，招致各方的批评和质疑。2月12日，努鲁依莎宣布已辞去首相顾问的职务，改为加入新成立的特别顾问机构，由哈山马力肯领导的财政部咨询委员会团队。

## 相关事件及争议

### 群带主义
2018年12月16日，努鲁依莎宣布辞职公正党副主席，以及槟州公正党主席的位置。努鲁依莎在文告表示，她依然会维持峇东埔国会议员身份，以国会后座议员的身份继续推动改革。此前因为原任波德申区国会议员丹尼雅被质疑强迫让席制造波德申国会议席补选，以让父亲安华重返国会一事，和母亲旺阿兹莎是副首相，而女儿努鲁依莎是峇东埔国会议员，引起各方批评公正党内的裙带关系。而人民公正党总秘书赛夫丁纳苏迪安對此认为，努鲁依莎是因为那些退出巫统的政治人物准备加入希盟，才愤而离职。
2023年1月3日，努鲁依莎受委为首相经济和金融高级顾问，招致各方的强大批评和争议。其父亲兼首相安华·依布拉欣被各方指责任人唯亲。虽然安华强调女儿拥有足够的能力担任该职务，也不会得到任何津贴。但该解释依然未能停止争议，引发了对政府裙带关系的批评。2月12日，努鲁依莎宣布辞去首相顾问的职务，改为加入由哈山马力肯领导的财政部咨询委员会团队。
2024年11月，努鲁依莎陪同父亲兼首相安华及官方代表团进行为期11天出访埃及、沙特阿拉伯、秘鲁和巴西的正式访问，努鲁依莎参加了几场海外活动。安华后来在国会透露，5个国家的官方旅行费用中约有70%至80由陪同代表团的私人公司承担。作为非政府组织「社会和经济研究倡议」（SERi）主席的努鲁伊扎对于在此次访问的重要性及费用承担引起质疑。团结政府发言人法米法兹解释努鲁依莎会参加首相的行程原因，指出努鲁依莎的母亲兼首相夫人旺阿兹莎无法履行邀请，她代为接受海外主办方的邀请。当被问及努鲁伊扎在此次访问有什么贡献时，法米则表示他没有相关信息。法米也指出，该出访的总费用约616.2万令吉，其中政府承担约166.2万令吉，相当于总费用的27%。跟随代表团出访的私人企业则承担450万令吉，占总费用的73％。

## 個人生活
努鲁依莎2003年嫁給拉惹阿末沙里尔，他是柔佛州皇室成員兼化學工程師。育有一男一女，分别是女儿拉惹诺莎菲雅（2004年出生）以及儿子拉惹哈里（2006年出生）。2015年兩人離婚。2022年8月5日，努鲁依莎与担任国库控股研究所的研究员任绍龙（Yin Shao Loong）结为夫妻，并在女方双溪龙的住家举行结婚仪式。

## 选举成绩
| 年份 | 选区               | 候选人 | 候选人                 | 得票数 | 得票率 | 竞选对手                   | 竞选对手               | 得票数 | 得票率 | 总票数 | 多数票 | 投票率 |
| ---- | ------------------ | ------ | ---------------------- | ------ | ------ | -------------------------- | ---------------------- | ------ | ------ | ------ | ------ | ------ |
| 2008 | 吉隆坡 P121 班底谷 |        | 努鲁依莎（人民公正党） | 21,728 | 52.62% |                            | 莎丽扎加里尔 (巫统)    | 18,833 | 45.61% | 41,289 | 2,895  | 72.88% |
| 2008 | 吉隆坡 P121 班底谷 |        | 努鲁依莎（人民公正党） | 21,728 | 52.62% | 彼利亚三美（独立人士）     | 489                    | 1.18%  |        | 41,289 | 2,895  | 72.88% |
| 2013 | 吉隆坡 P121 班底谷 |        | 努鲁依莎（人民公正党） | 31,008 | 51.39% |                            | 拉惹龙吉 (巫统)        | 29,161 | 48.33% | 61,048 | 1,847  | 84.30% |
| 2013 | 吉隆坡 P121 班底谷 |        | 努鲁依莎（人民公正党） | 31,008 | 51.39% | 罗斯里（独立人士）         | 167                    | 0.28%  |        | 61,048 | 1,847  | 84.30% |
| 2018 | 檳城 P044 峇东埔   |        | 努鲁依莎（人民公正党） | 35,534 | 50.89% |                            | 莫哈末再迪（巫统）     | 19,866 | 28.45% | 69,828 | 15,668 | 86.18% |
| 2018 | 檳城 P044 峇东埔   |        | 努鲁依莎（人民公正党） | 35,534 | 50.89% | 阿夫南哈米米（伊斯兰党）   | 14,428                 | 20.66% |        | 69,828 | 15,668 | 86.18% |
| 2022 | 檳城 P044 峇东埔   |        | 努鲁依莎（人民公正党） | 32,366 | 37.01% |                            | 法瓦兹末仁（伊斯兰党） | 37,638 | 43.04% | 87,448 | 5,272  | 81.59% |
| 2022 | 檳城 P044 峇东埔   |        | 努鲁依莎（人民公正党） | 32,366 | 37.01% | 再迪再益（巫统）           | 16,971                 | 19.41% |        | 87,448 | 5,272  | 81.59% |
| 2022 | 檳城 P044 峇东埔   |        | 努鲁依莎（人民公正党） | 32,366 | 37.01% | 纳西尔奥斯曼（土著权威党） | 473                    | 0.54%  |        | 87,448 | 5,272  | 81.59% |